# Лінивка-жовтоок
Лінивка-жовтоок (Hypnelus) — рід дятлоподібних птахів родини лінивкових (Bucconidae).

## Поширення
Рід поширений в Колумбії та Венесуелі.

## Класифікація
Рід включає 2 види:
- Лінивка-жовтоок двосмуга (Hypnelus bicinctus);
- Лінивка-жовтоок рудогорла (Hypnelus ruficollis).